# Erythrus bimaculatus
Erythrus bimaculatus är en skalbaggsart som beskrevs av Aurivillius 1910. Erythrus bimaculatus ingår i släktet Erythrus och familjen långhorningar.
Artens utbredningsområde är Sarawak. Inga underarter finns listade i Catalogue of Life.